# Liệt Sơn
Liệt Sơn (chữ Hán giản thể: 烈山区, âm Hán Việt: Liệt Sơn khu) là một quận thuộc địa cấp thị Hoài Bắc, tỉnh An Huy, Cộng hòa Nhân dân Trung Hoa. Quận Đỗ Tập có diện tích 53,8 km2, dân số 169.000 người. Về mặt hành chính, quận Liệt Sơn được chia ra 3 nhai đạo biện sự xứ (Dương Trang, Bách Thiện và Tiền Lĩnh) và 2 trấn (Cổ Nhiêu, Liệt Sơn). Các đơn vị này lại được chia ra thành 92 ủy ban thôn, 20 ủy ban cư.